# Дмитрієвська сільська рада (Сакмарський район)
Дми́трієвська сільська рада (рос. Дмитриевский сельский совет) — сільське поселення у складі Сакмарського району Оренбурзької області Росії.
Адміністративний центр — селище Жилгородок.

## Населення
Населення — 1282 особи (2019; 1703 в 2010, 2207 у 2002).

## Склад
До складу сільської ради входять:
| Населений пункт    | Населення, осіб (2002) | Населення, осіб (2010) |
| ------------------ | ---------------------- | ---------------------- |
| 202 км, селище     | 42                     | 37                     |
| Жилгородок, селище | 2165                   | 1666                   |